# Sympherobius pellucidus
Sympherobius pellucidus là một loài côn trùng trong họ Hemerobiidae thuộc bộ Neuroptera. Loài này được Walker miêu tả năm 1853.